# Brasserie de la Croix
La brasserie de la Croix est une brasserie belge située dans la commune de Beyne-Heusay en province de Liège dans l'agglomération liégeoise. Elle produit principalement les bières Sainte Nitouche.

## Histoire
Depuis 2007, Vincent Lacroix, passionné de bières, expérimente et produit différents brassins dans son garage. La SPRL Brasserie de la Croix a été constituée le 29 avril 2014. Elle s'installe à Beyne-Heusay (à la limite de la commune de Fléron) rue des Cerisiers dans un vaste entrepôt d'environ 2 000 m2. Les deux gérants, Vincent Lacroix et Vincent Weytjens, sont beaux-frères et l'entreprise est familiale. Le premier brassin de Sainte Nitouche est produit en septembre 2014. Le nom de cette bière vient du fait que son taux d'alcool relativement élevé (9,5 % d'alcool) ne se ressent pas trop lors d'une dégustation. Cette bière est assez rapidement suivie par la Sainte Nitouche Blondinette en janvier 2015 et la Sainte Nitouche du Verger en mars 2015. Cette dernière se réfère aux nombreux vergers du Pays de Herve, région où la brasserie est implantée. D'une capacité maximale de 2 000 hl, la production est en constante augmentation pour atteindre les 750 hl en 2016.
Le 12 avril 2019, la Brasserie de la Croix a commercialisé 300 bouteilles d'alcool blanc, produit à partir de 2000 litres de Sainte Nitouche Triple.
En 2022, la brasserie acquiert de nouveaux équipements et un ancien local de la brasserie du Val-Dieu et porte ainsi sa capacité de production à 4000 hL,.

## Bières
L'étiquette représente Sainte Nitouche, une jolie ange/diablesse blonde portant un maillot deux pièces à pois et couchée sur le ventre au-dessus d'un nuage. Une auréole est placée au-dessus du S tandis qu'une queue de diable prolonge le dernier e.
La brasserie produit cinq variétés de Sainte Nitouche commercialisées en bouteilles de 33 cl.
- Sainte Nitouche Triple, une bière blonde de fermentation haute titrant 9,5 % en volume d'alcool.
- Sainte Nitouche Blondinette, une bière blonde de fermentation haute à l'amertume prononcée titrant 6 % en volume d'alcool.
- Sainte Nitouche du Verger, une bière aux fruits de fermentation haute titrant 4,5 % en volume d'alcool.
- Sainte Nitouche Brunette, une bière brune de fermentation haute titrant 8 % en volume d'alcool.
- Sainte Nitouche Blanche, une bière blanche de fermentation haute titrant 6 % en volume d'alcool.

La brasserie produit aussi des bières à façon et des bières bio.

## Autres productions
La brasserie produit également des alcools forts,.